# Monestir de Bodbe
El monestir de Bodbe, també conegut com el monestir de Santa Ninó a Bodbe (en georgià: ბოდბის წმინდა ნინოს მონასტერი), és un complex monàstic de l'Església ortodoxa georgiana i seu dels bisbes de Bodbe; es troba a 2 km de la ciutat de Sighnaghi, a Kakhètia, a Geòrgia. Originàriament construït en el segle ix, ha estat remodelat significativament, sobretot al segle xvii. El monestir ara funciona com un convent i és un dels principals llocs de peregrinació a Geòrgia, a causa de la seva associació amb santa Ninó, l'evangelista georgiana del segle iv, les relíquies de la qual són al monestir.

## Paisatge i arquitectura
El monestir de Bodbe està incrustat entre alts arbres de xiprers en un vessant escarpat de la vall d'Alazani, on domina les vistes de les muntanyes del Gran Caucas.
L'església existent, una basílica de tres naus amb tres absis sobresortints, va ser construïda originàriament entre els segles IX i XI, però s'ha modificat significativament de llavors ençà. Tant les parets exteriors com les interiors han estat enlluïdes i tenen les petjades de restauració dels segles xvii i XIX. Entre 1862 i 1885 es va erigir un campanar independent de tres pisos. Part de la muralla del segle xvii que envolta la basílica va ser demolida i l'originària va ser restaurada el 2003.

## Història
Segons la tradició georgiana, santa Ninó, havent presenciat la conversió dels georgians a la fe cristiana, es va retirar a Bodbe, a Kakhètia, on va morir al voltant del 338-340. A instàncies del rei Mirian III d'Ibèria (r. 284-361), es va construir un petit monestir al lloc on va ser enterrada. El monestir va guanyar particular prominència a la fi de l'edat mitjana. Va ser afavorit pels reis de Kakhètia, que el van escollir com a indret del seu coronament. Saquejat per les tropes del xa Abbas I el Gran el 1615, el monestir de Bodbe va ser restaurat pel rei Teimuraz I de Kartli (r. 1605-1648). Amb el renaixement de la vida monàstica a Bodbe, s'hi va obrir una escola de teologia. El monestir també tenia un dels dipòsits de llibres religiosos més grans de Geòrgia i va albergar alguns escriptors religiosos.

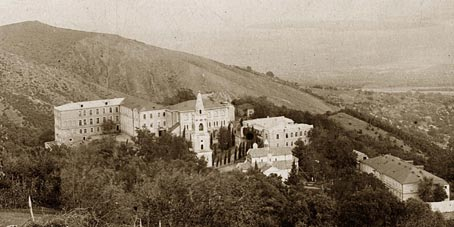
Monestir de Bodbe el 1905

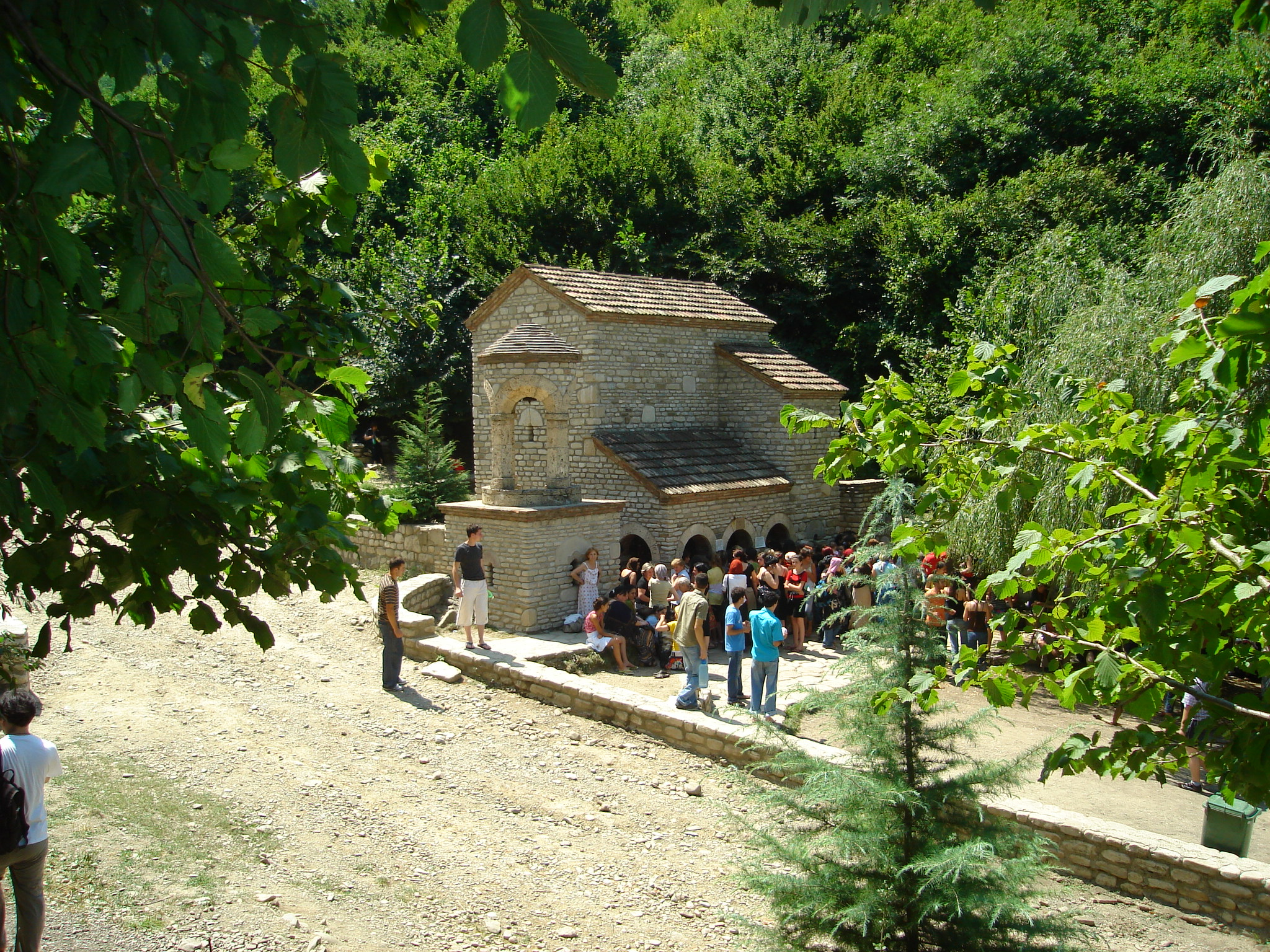
Peregrins de Santa Ninó a la primavera

Després de l'annexió de Geòrgia a l'Imperi rus (1801), el monestir va continuar la seva fama sota el bisbe metropolità John Maqashvili i va gaudir del patrocini del tsar Alexandre I de Rússia. Al 1823, va ser reparat i adornat amb murals. Després de la mort de John el 1837, l'exarcat ortodox rus actiu a Geòrgia des de 1810 va suprimir el convent i el va convertir en una església parroquial. A les dècades següents, el monestir va quedar en mal estat, però a la dècada de 1860, l'arximandrita Macarius (Batatashvili) va començar a restaurar el monestir i va establir-hi una escola de cant. La capella que alberga les relíquies de santa Ninó va ser restaurada per Mikhail Sabinin a la dècada de 1880. Al 1889, el monestir va ser visitat pel tsar Alexandre III de Rússia, que va decretar obrir un convent de monges allà. El convent també duia una escola on s'ensenyava costura i pintura.
Al 1924, el govern soviètic va tancar el monestir i el va convertir en un hospital. El 1991, després de la dissolució de la Unió Soviètica, el monestir de Bodbe va ser reprès com un convent. Els treballs de restauració es van portar a terme entre 1990 i 2000 i es van reprendre el 2003.